# مآذن دار الضيافة
مآذن دار الضيافة (بالفارسية: مناره‌های دارالضیافه) هي مئذنة تاريخية تعود إلى عصر القرن الثامن الهجري، وتقع في أصفهان.